# Batalla de Çeşme
La batalla naval de Çeşme va tenir lloc els dies 5–7 de juliol de 1770 durant la guerra russo-turca (1768–1774) a prop i a la badia de Çeşme, a la zona compresa entre la punta occidental d'Anatòlia i l'illa de Quios, que fou escenari de diverses batalles navals passades entre l'Imperi Otomà i la República de Venècia. Va ser una part de la revolta d'Orlov de 1769, precursora de la posterior guerra d'independència grega (1821–29), i la primera de diverses desastroses batalles navals per als otomans contra Rússia.

## Preludi
La guerra russo-turca havia començat el 1768, i Rússia va enviar diverses esquadres des del Mar Bàltic fins al Mar Mediterrani per atraure l'atenció otomana de la flotilla d'Azov (que aleshores constava només de 6 navilis de línia). Dues esquadres russes, comandades per l'almirall Grigori Spirídov i el contraalmirall i assessor britànic John Elphinstone,es van combinar sota el comandament general del comte Aleksei Orlov, comandant en cap de la flota russa, i van anar a buscar la flota otomana a la badia de Çeşme (costa occidental de Turquia).

### Flota russa
La flota russa estava conformada per 9 navilis de línia, 3 fragates, la bombarda Grom i 17-19 vaixells de transport i suport.

### Flota turca
La flota turca constava de 16 navilis de línia, incloent el Burc-u Zafer de 84 canons i el Rodo de 60 canons, 6 fragates, 6 xabecs, 13 galeres i 32 vaixells petits. La marina otomana estava ancorada dues fileres corbes a l'estret de Quios, a una distància de 0,5 milles de la costa, en línies de 10 i 6 navilis de línia, respectivament, amb un total de 1300 canons. Hi ha diferents opinions sobre si els vaixells de la segona línia podrien disparar entre els buits que deixaven els vaixells de la primera línia. o no. A la part posterior hi havia les fragates, els xabecs i altres embarcacions petites. La flota era comandada per kapudan paixà Mandalzade Hüsameddin Paşa, a la quarta nau del front (extrem nord) de la línia, amb el kapudan paixà Hasan Bey al primer vaixell, el Burc-u Zafer, i Cafer Bey al setè. Dos navilis més de línia, probablement petits, havien abandonat aquesta flota cap a Mitilene la nit anterior

## Batalla

### 24 de juny (5 de juliol), batalla a l'estret de Quios
Després d'acordar un pla d'acció, la flota russa, en plena vela, es va apropar a la vora sud de la línia turca i, tot donant la volta, va començar a prendre posicions contra els vaixells turcs. La flota turca va obrir foc a les 11:30—11:45, des d'una distància de 3 cables (560 m), els vaixells russos no van respondre fins que es van apropar a l'enemic per combatre a prop, a uns 80 sagens (170 m) a les dotze del migdia. La maniobra va fallar per tres vaixells russos: L'«Evropa» va tenir problemes per mantenir la seva posició, fou danyat i es va veure obligat a abandonar la línia i parapetar-se darrer el «Rostislav». El «Tri Sviatitélia» va cercar la segona nau otomana abans de tornar a la línia russa, i fou atacada per error pel «Tri Ierarkha» mentre ho feia, i el «Sv. Ianuari» es va veure obligat a girar cua abans d'entrar en acció.
El fracàs de l'«Evropa» va provocar que el principal vaixell de l'esquadra russa fos el «Sv. Ievstafi». El foc de tres vaixells de línia (incloent el vaixell insígnia de la flota otomana Burc-u Zafer sota el comandament de Hasan Paixà) va caure tot damunt aquest vaixell. el «Sv. Ievstafi» va començar a abordar el vaixell insígnia de l'esquadra otomana. Fonts britàniques van informar que hi va haver un incendi al Burc-u Zafer i que el mestre principal del vaixell es va trencar i va caure sobre el «Sv. Ievstafi», fet que provocà una gran explosió al vaixell rus i el seu enfonsament. Al cap de 10-15 minuts, el Burc u Zafer també va explotar. Alguns informes asseguren que el conseller principal britànic de la flota russa, l'almirall Elphinstone, es va queixar que els russos eren uns inútils.
A les dues de la tarda, els turcs van tallar les cordes d'ancoratge i es van retirar a la badia de Çeşme, sota la protecció de les bateries costaneres.

### 25-26 de juny (6–7 de juliol), batalla a la badia de Çeşme

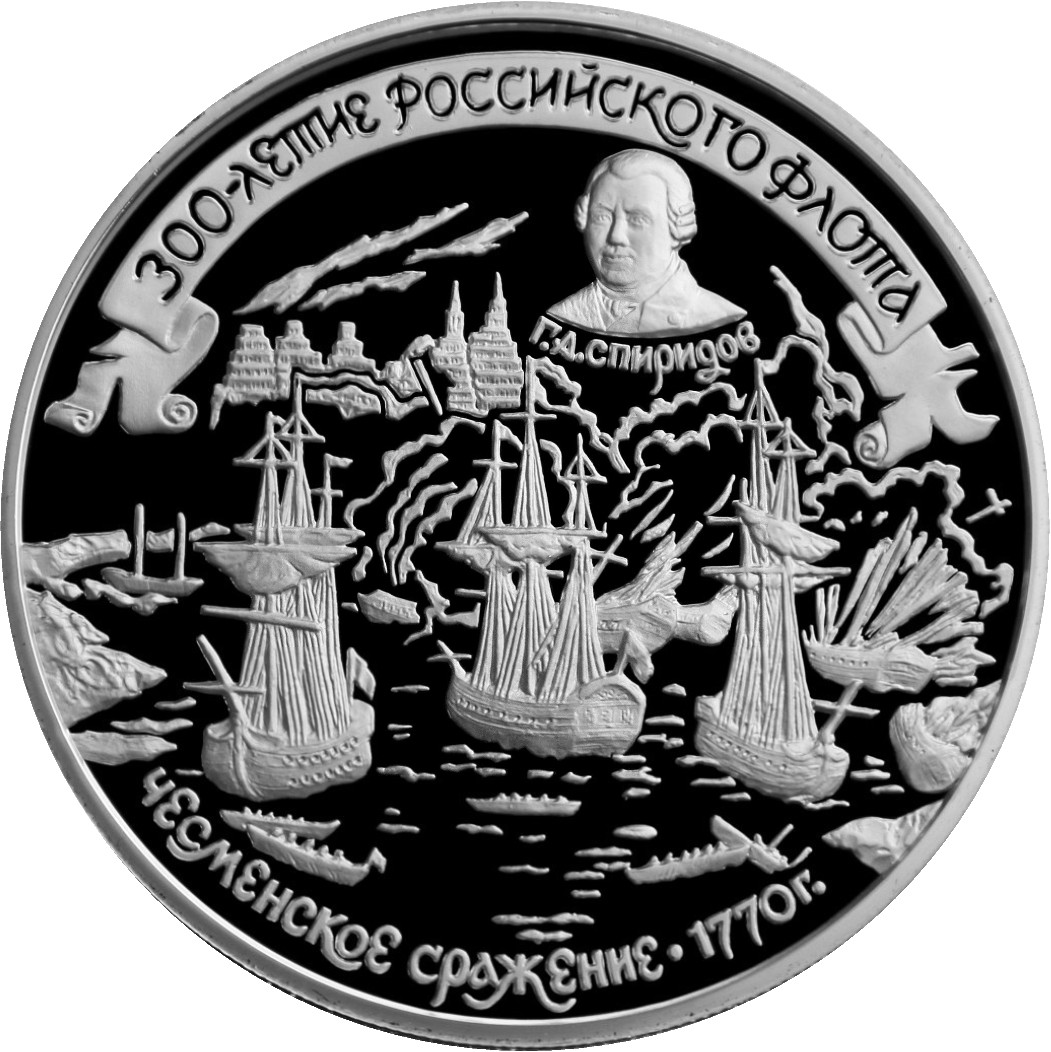
Moneda de plata de 25 rubles (1996) amb la imatge de la batalla de Çeşme i l'almirall Spirídov

El 6 de juliol, els russos van bombardejar els vaixells i posicions terrestres otomanes. Al voltant de dos quarts d'una del migdia del 7 de juliol, Orlov va enviar Samuel Greig (que s'havia traslladar al «Rostislav») a atacar amb l'«Evropa», el «Rostislav» i el «Ne tron ménia» formant una línia sud-nord enfront dels otomans i amb el «Saràtov» en reserva, el «Nadejda» atacant les bateries a la part est de l'entrada de la badia, l'«Àfrika» atacant les bateries al costat oest i el «Grom» a prop de l'«Àfrika». Al voltant de dos quarts de dues de la matinada o abans (a mitjanit, segons Elphinstone), el foc procedent del «Gromi» i el «Ne tron ménia» va fer que un vaixell otomà de la línia esclatés després que la seva gàbia principal s'incendiés i el foc s'estengués ràpidament a altres vaixells de la línia.
A dos quarts de dues de la matinada, dos vaixells otomans de la línia havien explotat, alguns més estaven sota el foc rus, i Greig va enviar tres brulots (el quart, en veure el perill, es va quedar fora), cosa que va contribuir de forma reduïda a la crema de gairebé tota la flota otomana. Al voltant de les quatre de la matinada, alguns vaixells turcs van ser enviats per salvar dos vaixells de la línia que no cremaven, però un d'aquests es va incendiar mentre era remolcat. L'altre, el Rodos, va sobreviure i va ser capturat juntament amb cinc galeres. Els combats van acabar cap a les vuit del matí. Van morir uns 11.000 mariners otomans. Les pèrdues dels russos van ser d'al voltant de 700 homes. Hüsameddin, Hasan Paixà i Cafer Bey van sobreviure. Hüsameddin fou deposat del seu càrrec, que va recaure en Cafer Bey, governador del sanjaq de Rodes. Aquesta va ser l'única batalla naval important durant la guerra russo-turca.

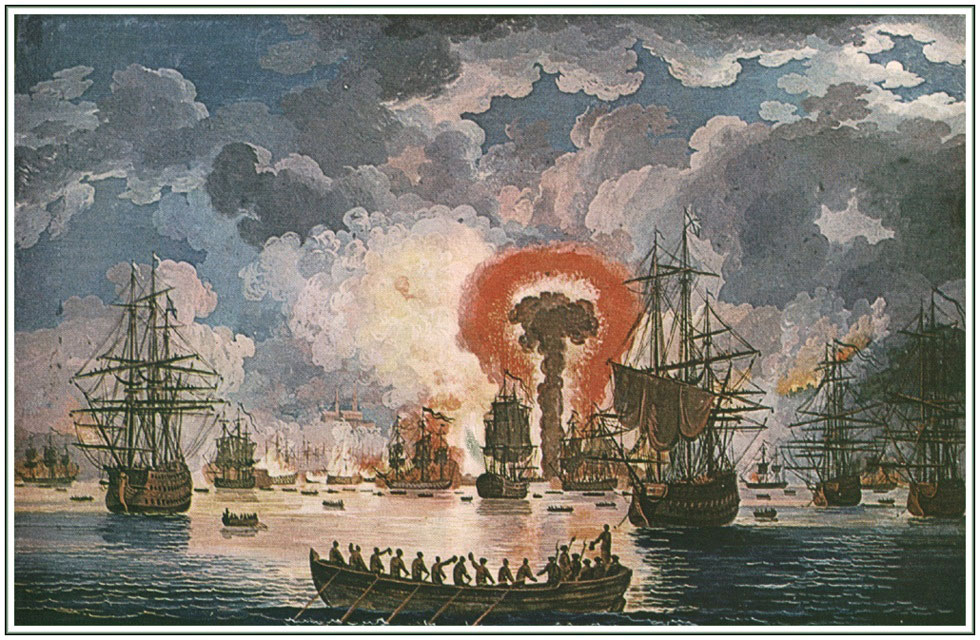
Pintura de Jacob Philipp Hackert "Episodi d'una batalla naval". La imatge mostra l'explosió d'un vaixell turc

## Significació

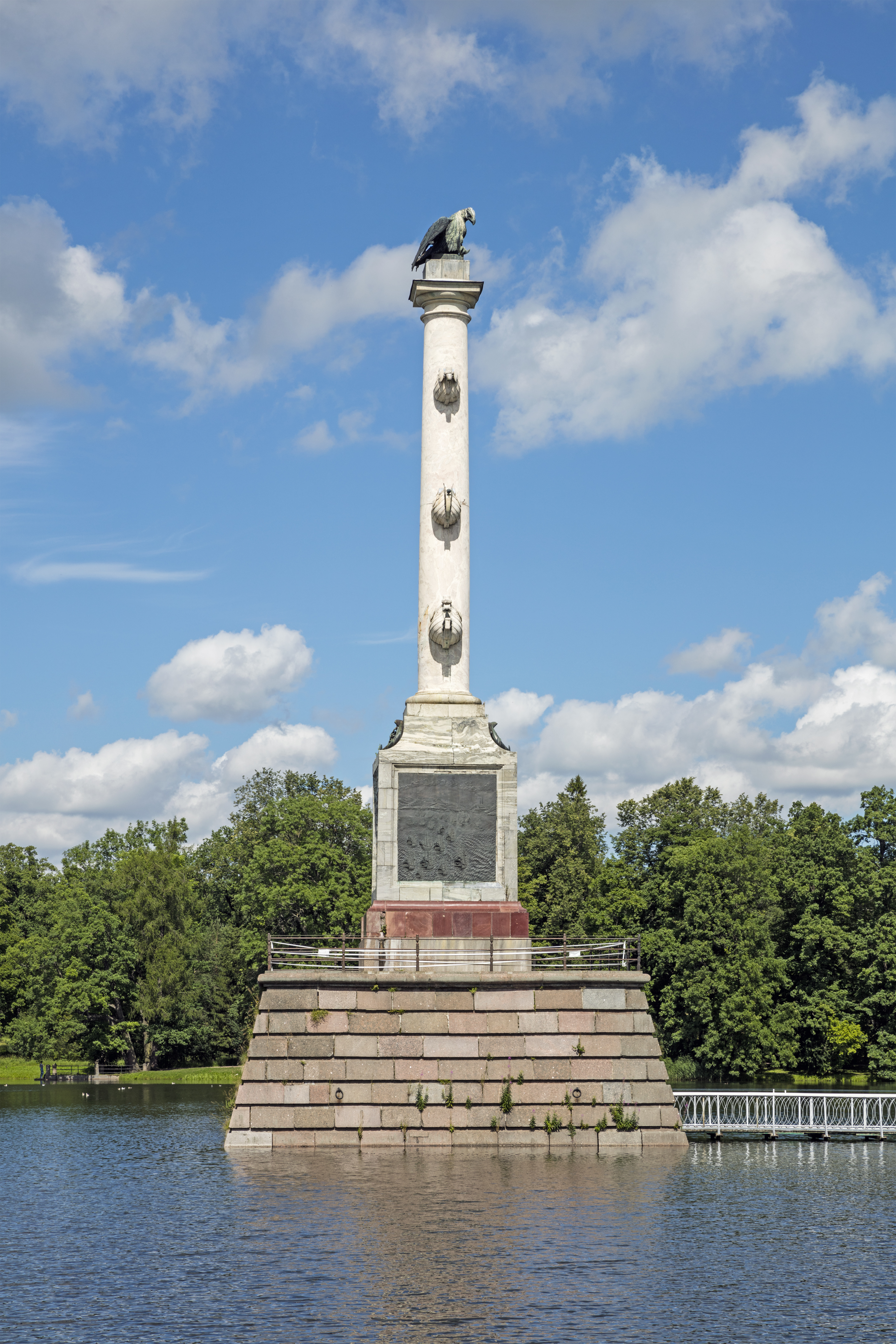
Columna de Txesmé

La batalla de Çeşme es va lliurar el mateix dia que la terrestre batalla del riu Lagra. Va ser la derrota naval més gran que van sofrir els otomans des de la batalla de Lepant (1571). Aquesta batalla va inspirar una gran confiança en la flota russa i va permetre als russos controlar el mar Egeu durant algun temps i establir el bloqueig dels Dardanels.
La derrota de la flota otomana també va accelerar les rebel·lions de grups minoritaris a l'Imperi Otomà, especialment les nacions cristianes ortodoxes de la península balcànica, que van ajudar l'exèrcit rus a derrotar l'Imperi Otomà.
Tot això va tenir un paper important en la conclusió del tractat de pau de Küčük Kaynardja
Després d'aquesta victòria naval, la flota russa es va mantenir a l'Egeu durant els següents cinc anys. Va tornar a Çeşme dues vegades més durant aquest temps per bombardejar-la. Els historiadors encara debaten la justificació de la focalització militar russa en aquesta petita ciutat fort mentre hi havia moltes altres fites més estratègiques al llarg de la costa egea.
A causa de la derrota otomana, grups de fanàtics musulmans van massacrar prop de 1.500 grecs locals a la propera Esmirna.
Caterina la Gran va encarregar quatre monuments per commemorar la victòria: el palau de Txesmé i l'església de Txesmé de Sant Joan Baptista a Sant Petersburg (1774–77), l'obelisc de Txesmé a Gàttxina (1775) i la columna de Txesmé a Tsàrskoie Seló (1778).
El comte Aleksei Orlov va rebre el dret d'afegir el cognom Txesmenski al seu cognom.
El 7 de juliol és el Dia de la Glòria Militar de Rússia: es commemora la victòria de la flota russa sobre la flota turca a la batalla de Çeşme.